# Jałowiec
Jałowiec (deutsch: Wingendorf) ist ein Ort in der Landgemeinde Lubań im Powiat Lubański der Woiwodschaft Niederschlesien in Polen.

## Geographische Lage
Das Kirchdorf Jałowiec liegt in der östlichen Oberlausitz am rechten Ufer des Queis, etwa vier Kilometer südlich von Lubań (Lauban) und 28 Kilometer südöstlich von Görlitz.

## Geschichte

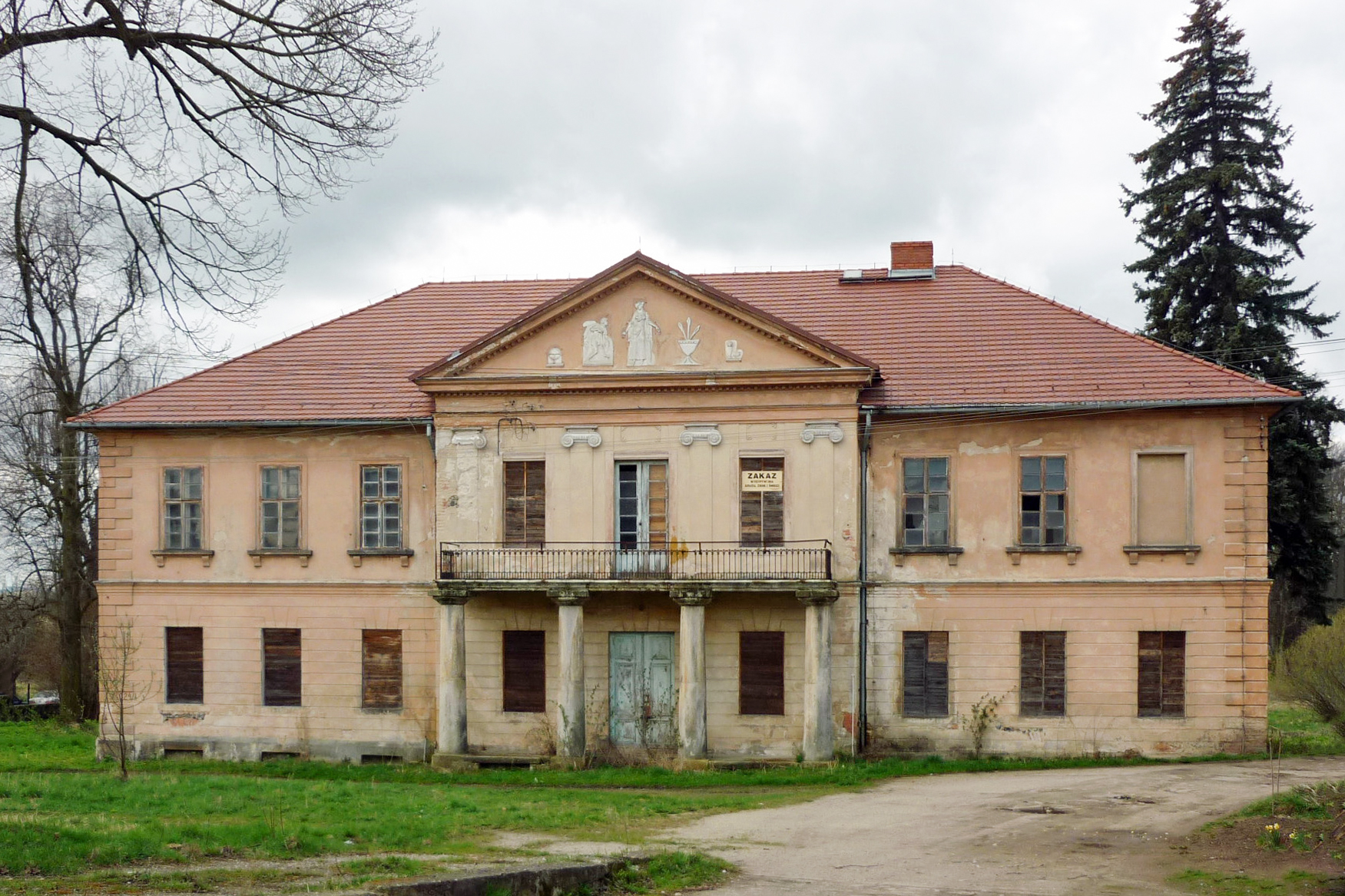
Ruine des ehemaligen Gutshauses in Wingendorf (Aufnahme 2012)

Das kleine Dorf und Gut Wingendorf, das früher im Weichbild von Löwenberg lag, war 1420 von Hartung von Klüx auf Tzschocha erworben worden, der mit dem Rittergut belehnt wurde. Vorbesitzer war Heinze von Schreibersdorf.
In Wingendorf war seit 1699 eine Papiermühle in Betrieb, die qualitativ hochwertiges Büttenpapier herstellte, das stark nachgefragt war. Inhaber der Papierfabrik um die Mitte des 19. Jahrhunderts war Johann Traugott Gläser. Als Wingendorf noch ein Grenzort an der schlesischen Grenze war, hatte hier der Handel mit Schmuggelware geblüht. Um 1858 war die Anzahl der Bauerngehöfte des Dorfs von früher 13 auf drei gesunken.
Um 1894 war der Gutsbezirk Wingendorf ein Majorat als Stiftung des Barons von Lachmann und umfasste eine Fläche von 177 Hektar, davon 122 Hektar Ackerboden, 33 Hektar Wiesen, neun Hektar Weiden, sechs Hektar Waldungen, sechs Hektar Gewässer und elf Hektar Hoffläche. Besitzerinnen waren Clara Gräfin von Schweinitz und Marie Freifrau von Zedlitz und Neukirch in Kynau. Das Gut war verpachtet an den Gutspächter Kunick.
Bis 1945 gehörte Wingendorf zum Landkreis Lauban im Regierungsbezirk Liegnitz der preußischen Provinz Niederschlesien des Deutschen Reichs. Im Frühjahr 1945 wurde die Region von der Roten Armee besetzt und nach Ende des Zweiten Weltkriegs zusammen mit einem Teil Brandenburgs und dem größten Teil Schlesiens von der Sowjetunion gemäß dem Potsdamer Abkommen der Volksrepublik Polen zur Verwaltung unterstellt. In der Folgezeit wurden die deutschen Bewohner vertrieben.

## Religion bis 1945
Im Jahr 1427 war Wingendorf nach Steinkirch in Schlesien eingepfarrt. Da 1654 den Evangelischen auch in Steinkirch die Kirche weggenommen wurde, kam der dortige Pfarrer nach Wingendorf, um hier den Gottesdienst zunächst auf dem Dachboden eines Bauerngehöfts abzuhalten. Nach Ablauf von sechs Jahren diente hier 16 weitere Jahre lang ein Schuppen als Bethaus. 1677 wurde mit kurfürstlicher Erlaubnis und mit Beteiligung der Gutsherrschaft zu Steinkirch und Wingendorf eine hölzerne Kirche erbaut. Diese Kirche wurde auch von Mitgliedern bedrängter evangelischer schlesischer Nachbargemeinden besucht, so auch von Evangelischen aus den größeren Dörfern Langenöls und Thiemendorf. 1715 wurde die Kirche massiv ausgebaut. Als die schlesischen Gastgemeinden unter Friedrich II. eigene Bethäuser errichten durften und nicht mehr auf die Seelsorge in Wingendorf angewiesen waren, hatte dies in Wingendorf einen erheblichen Schwund an Kirchgängern und damit einhergehende empfindliche finanzielle Einbußen der hiesigen Pfarrstelle zur Folge. In diesem Zusammenhang wählte der ohnehin depressiv veranlagte Pfarrer Nerger am 5. September 1742 den Freitod.
Bis 1677 wurden Verstorbene aus Wingendorf auf dem Friedhof von Holzkirch beigesetzt.

## Sehenswürdigkeiten
- Evangelische Kirche von 1799 war eine Grenzkirche, heute Ruine
- 'Das Schloss Wingendorf mit Schlosspark; es wurde 1828 in klassizistischen Stil errichtet
- Mausoleum von 1870 und Lindenallee aus der zweiten Hälfte des 18. Jahrhunderts.

## Einwohnerentwicklung
| Jahr | Einwohner | Anmerkungen |
| ---- | --------- | --- |
| 1818 | 295       | [ 4 ] |
| 1825 | 324       | in 48 Wohnhäusern, zwei katholische Einwohner                                                                        |
| 1840 | 315       | in 44 Häusern, zwei Einwohner sind Katholiken                                                                        |
| 1858 | 306       | Ende Dezember, in 46 Häusern                                                                                         |
| 1867 | 319       | am 3. Dezember, ohne den Gutsbezirk mit 41 Einwohnern                                                                |
| 1871 | 281       | am 1. Dezember, davon 280 Evangelische, eine katholische Person; ohne den Gutsbezirk mit 31 evangelischen Einwohnern |
| 1910 | 318       | am 1. Dezember, ohne den Gutsbezirk mit 38 Einwohnern                                                                |
| 1933 | 346       | [ 10 ] |
| 1939 | 339       | [ 10 ] |
| 2011 | 251       | |

## Persönlichkeiten
- Johann Heinrich Winckler (* 1703 in Wingendorf; † 1770 in Leipzig), Philosoph, Philologe, Experimentalphysiker und Rektor der Universität Leipzig
- Helmut Scholz (1924–1967), deutscher Politiker (SED)